# Lista de aeroportos da Alemanha

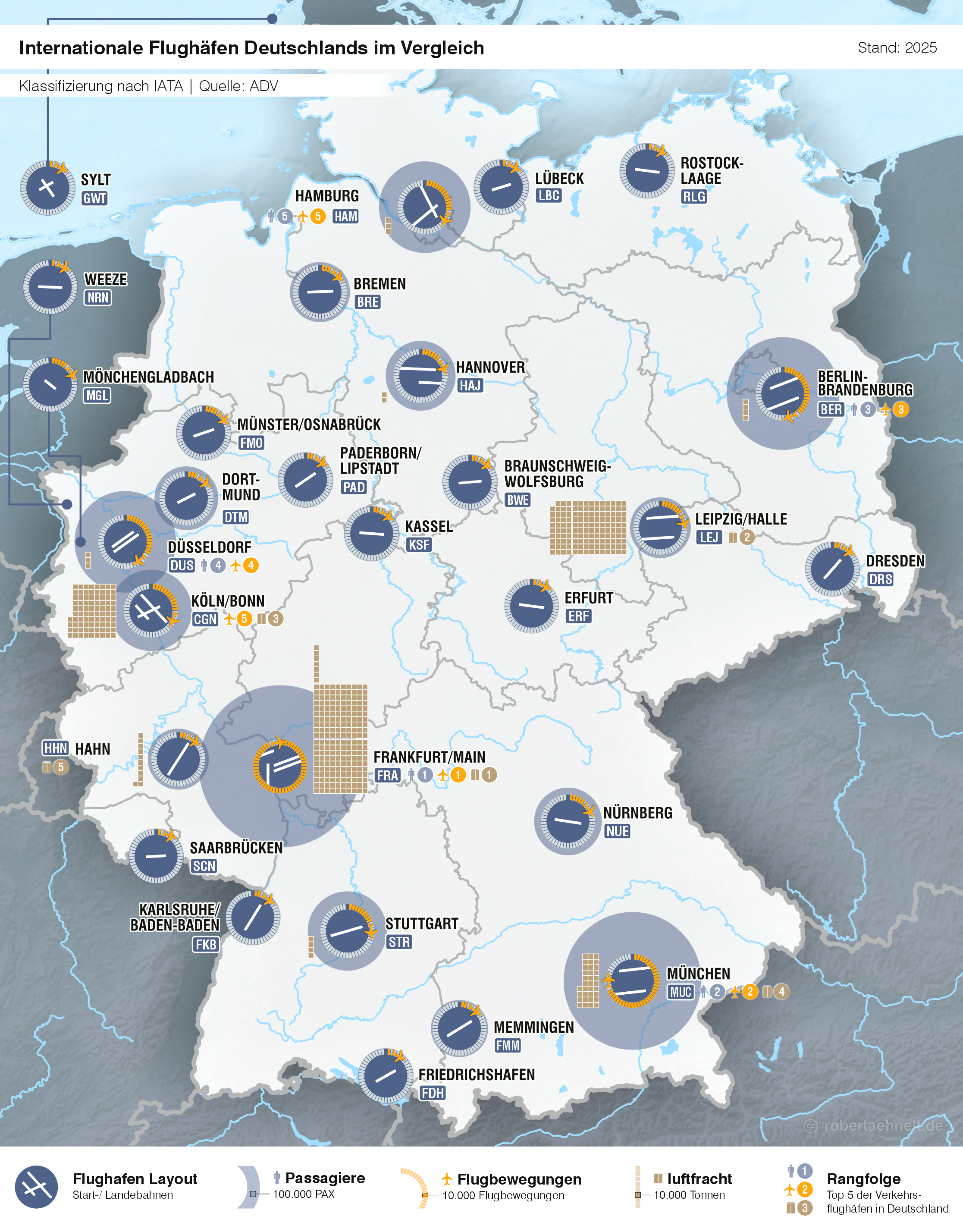
Aeroportos internacionais na Alemanha

Tráfego aéreo doméstico alemão por número de voos

Esta é uma lista dos principais aeroportos da Alemanha, classificados por cidade.

| Cidade                | ICAO | IATA | Nome do aeroporto                                                                                    |
| Aeroportos civis      |      |      | |
| Altenburg             | EDAC | AOC  | Aeroporto de Altenburg-Nobitz                                                                        |
| Baden-Baden/Karlsruhe | EDSB | FKB  | Aeroparque de Baden                                                                                  |
| Bayreuth              | EDQD | BYU  | Aeroporto Bindlacher Berg (Aeroporto de Bayreuth)                                                    |
| Berlim                | EDDB | BER  | Aeroporto de Berlim-Brandemburgo                                                                     |
| Berlim                | EDDB | SXF  | Aeroporto de Berlim-Schönefeld (fechado em 2020, incorporado a Berlim-Brandemburgo como Terminal 5). |
| Berlim                | EDDT | TXL  | Aeroporto de Berlim-Tegel (fechado em 2020)                                                          |
| Berlim                | EDDI | THF  | Aeroporto de Berlim-Tempelhof (fechado em 2008)                                                      |
| Borkum                |      | BMK  | Aeroporto de Borkum                                                                                  |
| Braunschweig          |      | BWE  | Aeroporto de Braunschweig                                                                            |
| Bremen                | EDDW | BRE  | Aeroporto de Bremen                                                                                  |
| Bremerhaven           |      | BRV  | Aeroporto de Bremerhaven                                                                             |
| Colônia               | EDDK | CGN  | Aeroporto de Colônia-Bonn                                                                            |
| Dortmund              | EDLW | DTM  | Aeroporto de Dortmund                                                                                |
| Dresden               | EDDC | DRS  | Aeroporto de Dresden-Klotzsche                                                                       |
| Düsseldorf            | EDDL | DUS  | Aeroporto Internacional de Düsseldorf                                                                |
| Emden                 |      | EME  | Aeroporto de Emden                                                                                   |
| Erfurt                | EDDE | ERF  | Aeroporto de Erfurt                                                                                  |
| Frankfurt am Main     | EDDF | FRA  | Aeroporto de Frankfurt                                                                               |
| Friedrichshafen       | EDNY | FDH  | Aeroporto de Friedrichshafen                                                                         |
| Greven                | EDDG | FMO  | Aeroporto de Münster Osnabrück                                                                       |
| Hahn                  | EDFH | HHN  | Aeroporto de Frankfurt-Hahn                                                                          |
| Hamburgo              | EDDH | HAM  | Aeroporto de Hamburgo                                                                                |
| Hanôver               | EDDV | HAJ  | Aeroporto de Hanôver-Langenhagen                                                                     |
| Heide                 |      | HEI  | Aeroporto de Heide-Büsum                                                                             |
| Heist                 | EDHE |      | Aeroporto Uetersen                                                                                   |
| Heligolândia          |      | HGL  | Aeroporto de Helgoland                                                                               |
| Hof                   |      | HOQ  | Aeroporto de Hof-Plauen                                                                              |
| Kassel                | EDVK | KSF  | Aeroporto de Kassel-Calden                                                                           |
| Kiel                  | EDHK | KEL  | Aeroporto de Kiel                                                                                    |
| Leipzig               | EDDP | LEJ  | Aeroporto de Leipzig-Halle                                                                           |
| Lübeck                | EDHL | LBC  | Aeroporto de Lübeck                                                                                  |
| Mogúncia              | EDFZ |      | Aeroporto de Mainz-Finthen                                                                           |
| Mannheim              | EDFM | MHG  | Aeroporto de Mannheim                                                                                |
| Mönchengladbach       | EDLN | MGL  | Aeroporto de Düsseldorf-Mönchengladbach                                                              |
| Munique               | EDDM | MUC  | Aeroporto de Munique                                                                                 |
| Nuremberg             | EDDN | NUE  | Aeroporto de Nuremberg                                                                               |
| Paderborn / Lippstadt | EDLP | PAD  | Aeroporto de Paderborn-Lippstadt                                                                     |
| Rechlin               | EDAX |      | Aeródromo de Rechlin-Lärz                                                                            |
| Rostock               | ETNL | RLG  | Aeroporto de Rostock Laage                                                                           |
| Saarbrücken           | EDDR | SCN  | Aeroporto de Saarbrücken                                                                             |
| Stuttgart             | EDDS | STR  | Aeroporto de Stuttgart                                                                               |
| Weeze                 | EDLV | NRN  | Aeroporto de Weeze (Aeroporto de Niederrhein)                                                        |
| Westerland, Sylt      | EDXW | GWT  | Aeroporto de Sylt                                                                                    |
| Zweibrücken           |      | ZQW  | Aeroporto de Zweibrücken                                                                             |
| Aeroportos militares  |      |      | |
| Ingolstadt            | ETSI | IGS  | Aeroporto de Ingolstadt-Manching                                                                     |
| Landsberg             | ETSA |      | Base Aérea de Penzing                                                                                |
| Lechfeld              | ETSL |      | Base Aérea de Lechfeld                                                                               |
| Ramstein              | ETAR | RMS  | Base Aérea de Ramstein                                                                               |
| Rostock               | ETNL | RLG  | Aeroporto de Rostock Laage                                                                           |